# Courir avec des ciseaux
Pour plus de détails, voir Fiche technique et Distribution.
Courir avec des ciseaux (Running with Scissors) est un film américain réalisé par Ryan Murphy, sorti en 2006, tiré du roman éponyme d'Augusten Burroughs.

## Fiche technique
- Titre : Courir avec des ciseaux
- Réalisation : Ryan Murphy
- Scénario : Ryan Murphy
- D'après le livre de : Augusten Burroughs
- Musique : James S. Levine
- Production : Brad Pitt, Dede Gardner, Jennifer Aniston et Ryan Murphy
- Direction artistique : Lorin Flemming
- Photographie : Christopher Baffa
- Montage : Byron Smith
- Sociétés de production : Plan B et Gaumont Columbia Tristar Films (Pour la France).
- Pays de production :  États-Unis
- Langue originale : anglais
- Format : couleur
- Genre : Comédie dramatique
- Dates de sortie : États-Unis : 27 octobre 2006

## Distribution
- Annette Bening (VF : Micky Sebastian) : Deidre Burroughs
- Brian Cox (VF : Jacques Frantz)  : Dr. Finch
- Joseph Fiennes (VF : Fabrice Josso)  : Neil Bookman
- Evan Rachel Wood (VF : Chloé Berthier)  : Natalie Finch
- Alec Baldwin (VF : Emmanuel Jacomy)  : Norman Burroughs
- Joseph Cross : Augusten Burroughs
- Jill Clayburgh : Agnes Finch
- Gwyneth Paltrow (VF : Barbara Kelsch) : Hope Finch
- Gabrielle Union : Dorothy
- Patrick Wilson : Michael Shephard
- Kristin Chenoweth : Fern Stewart
- Colleen Camp : Joan

## Bande originale
- The Year of the Cat - Al Stewart
- Poetry Man - Phoebe Snow
- Blinded by the Light - Manfred Mann's Earth Band
- Bennie and the Jets - Elton John
- Bossa Whistle
- Waltz for Debby - The Kronos Quartet
- One Less Bell to Answer - The 5th Dimension
- Spring - Capella Istropolitana
- Quizas, Quizas, Quizas - Nat 'King' Cole
- The Things We Do for Love - 10cc
- Very Early - The Bill Evans Trio
- O Tannenbaum - Vince Guaraldi
- Re: Person I Knew - The Bill Evans Trio
- Pick Up the Pieces - Average White Band
- My Little Drum - Vince Guaraldi
- Another Day - Telepopmusik
- Mr. Blue - Catherine Feeny
- Blue Champagne - Tex Beneke
- Stardust - Nat 'King' Cole
- Teach Your Children - Crosby, Stills & Nash